# The XIII Mystery : L'Enquête
Ne doit pas être confondu avec XIII Mystery.
Pour les articles homonymes, voir Enquête.
The XIII Mystery : L'Enquête est le treizième album de la saga de bande-dessinée XIII de William Vance et Jean Van Hamme.

## Résumé
Depuis 3 ans et l’assassinat du Président William Sheridan, Warren Glass et Ron Finkelstein, deux journalistes du New York Daily, enquêtent sur cet événement tragique. Leur enquête les induit à penser que la version officielle est fausse : Steve Rowland n’était pas un tireur solitaire, le jugement organisé par Ben Carrington n’était pas une farce et le Président Wally Sheridan n’est pas mort le même jour d’une tumeur au cerveau. Malheureusement, plus les deux hommes s’approchent de la vérité, plus la menace des hommes de Frank Giordino, ancien conseiller du Président Sheridan et nouveau chef de la NSA, se fait sentir.
Quand Ron est assassiné à Miami, Warren s’enfuit en Europe. Tout en jouant au chat et à la souris avec les hommes de Giordino, il parvient à faire parvenir à son rédacteur en chef Randolf McKnight le dossier qu’il a concocté avec Ron. En plus de fournir une biographie de tous les protagonistes de l’affaire, ce dossier aboutit à deux conclusions : Wally Sheridan était à la tête de la conspiration ayant mené à l’assassinat de son frère ; le mystérieux espion amnésique XIII est le personnage clé de l’affaire. Sur le fait que XIII, Jason Fly et Kelly Brian seraient une seule et même personne, Warren et Ron ne concluent pas.
Malheureusement, Stephen Dundee, éditeur du New York Daily, refuse à son rédacteur en chef Randolf McKnight de publier le dossier sans plus de preuves. Warren est obligé de prendre le risque de rentrer à New-York pour plaider sa cause. Sur le chemin du retour, il est tué par Jessica Martin, une des tueuses de Giordino. Le dossier XIII est définitivement enterré.

## Présentation
Il devait constituer le dernier tome de la série à l'époque de sa sortie, avant que l'équipe ne revienne sur sa décision pour des raisons commerciales. À l'achèvement du tome 12, lorsque les auteurs se penchèrent sur le contenu du tome 13, ils pensèrent au départ à un album normal mettant fin à la série. Malgré son aspect de hors-série, L'Enquête demeure officiellement le tome 13 de la série, incluant également des passages de l'histoire présente faisant suite au tome 12, Le Jugement. L'aspect unique de l'album par rapport aux 17 autres est dû au fait qu'il est le treizième XIII - le numéro de la tranche de l'album est le seul à avoir la police de caractère du logo de la série tandis que le logo de la couverture est renommé de simple XIII à The XIII Mystery. Le livre est présenté sous la forme d'un dossier écrit par des journalistes et qui contient tous les éléments de l'affaire XIII.

## Anecdotes
Les deux journalistes ayant mené l’enquête sont Warren Glass et Ron Finkelstein et ils travaillent pour le New York Daily... Le parallèle au scandale du Watergate n'est pas caché : Bob Woodward et Carl Bernstein travaillaient pour le Washington Post.
Les deux journalistes qui écrivent le Dossier XIII travaillent pour le New York Daily, quotidien imaginaire appartenant au Groupe W. De plus, Stephen Dundee, l'éditeur des deux journalistes, est représenté dans le même rôle que dans les bandes dessinées Largo Winch. (voir série Largo Winch).